# Барышня-крестьянка
«Ба́рышня-крестья́нка» — повесть Александра Сергеевича Пушкина из цикла «Повестей покойного Ивана Петровича Белкина», начатая 19 и законченная 20 сентября 1830 и изданная в 1831 году.
Как и повесть «Метель», «рассказана» подставному автору Белкину девицей К. И. Т.
Главные герои: Иван Петрович Берестов; его сын Алексей; сосед помещик-англоман Григорий Иванович Муромский; его дочь Лиза.

## Сюжет
Муромский, Лизин отец, ненавидит Берестова, отца Алексея, из-за несхожести мировоззрений. Лиза, выдавая себя за дочь кузнеца по имени Акулина, тайно знакомится с Алексеем и продолжительное время лично общается с ним во время утренних прогулок по лесу. Ей помогает горничная Настя. Лиза говорит на крестьянском наречии, прикидывается необразованной, Алексей учит её грамоте, приходит в восторг, видя, как та быстро учится. Он влюблён в Акулину так же, как и она в него, но в глазах Алексея их разделяет социальное положение, а в глазах Лизы — вражда их отцов.
Однажды Григорий Муромский во время охоты, не справившись с лошадью, падает с неё. Его выручает сосед Берестов, тоже будучи на охоте. Так Муромский попал в дом к Берестову, и оба соседа, взаимно примирившись друг с другом, прекращают давнюю вражду. Затем сам Муромский приглашает отца и сына Берестовых к себе на обед. Но и на этот раз Лиза сумела выкрутиться из этой ситуации: девушка уговаривает отца ничему не удивляться и приходит на ужин набеленная и накрашенная, в причудливой одежде и говоря по-французски. Алексей её не узнаёт.
Сдружившись, их отцы решают своих детей поженить. Узнав об этом, Алексей приходит в ярость и решительно едет к Муромским с твёрдым намерением отказаться от женитьбы, так как ему нравится обычная крестьянка Акулина. Но войдя в дом к Муромским, он вдруг узнаёт в Лизе свою Акулину, чему несказанно радуется. Григорий Муромский охотно благословляет молодых.

## Экранизации
- 1912 — Барышня-крестьянка — первая экранизация, кинофабрика А. А. Ханжонкова, рук. П. И. Чардынин.
- 1916 — Барышня-крестьянка, режиссёр Ольга Преображенская.
- 1970 — Барышня-крестьянка, телефильм режиссёра Дины Луковой.
- 1995 — Барышня-крестьянка, режиссёр Алексей Сахаров.

## Адаптации

### Оперетты
По мотивам повести Пушкина были созданы несколько оперетт.
- Первую оперетту создал проживавший в Петербурге австрийский композитор Иоганн Деккер-Шенк.
- Хорватский композитор Иван Зайц написал оперетту «Лизинька» (1878).
- Чешский композитор Оскар Недбал написал «славянскую оперетту» «Польская кровь», поставлена в Вене в 1913 году. Либретто Лео Штайна, сюжет был перенесён в Польшу. Оперетта была дважды экранизирована: в 1934 году вышел фильм работавшего в Германии чешского режиссёра Карела Ламача с его женой Анни Ондра в роли Елены, в 1966 году — телефильм ФРГ режиссёра Вольфганга Либенайнера.
- Советский композитор Иосиф Ковнер написал оперетту «Акулина». Первая постановка: Свердловск, 1948 год.
- Мюзикл «Леди Акулина» (Александр Покидченко, 1997) в Московском музыкальном театре для детей и юношества "на Басманной" (реж. Жанна Тертерян)

### Балеты
- советский композитор Борис Асафьев создал балет «Барышня-крестьянка», впервые поставлен в Большом театре в 1948 году;
- балет в трёх актах Виктора Брунса;
- балет Михаила Герцмана;
- одноактный балет на музыку А. К. Глазунова к спектаклю М. И. Петипа «Испытание Дамиса».

### Другие жанры
- оперы Юрия Бирюкова и Ивана Ларионова;
- музыкальная комедия Фердинанда Эккерта.